# Запис храст код школе (Рековац)
Запис храст код школе (Рековац) се налази на парцели чији је власник Општина Рековац.

## Локација
| Општина             | Рековац                                                          |
| Катастарска општина | Рековац                                                          |
| Потес               | Краља Петра I                                                    |
| Координате          | 43° 51′ 50″ С; 21° 05′ 29″ И / 43.863799999999998° С; 21.0915° И |
| Надморска висина    | 230m                                                             |

## Карактеристике
Дендрометријске вредности утврђене на терену и сателитским снимцима:
| Стабло                     | Храст |
| Висина стабла              | m     |
| Обим дебла                 | m     |
| Пречник крошње             | 2m    |
| Пречник дебла              | m     |
| Висина дебла до прве гране | m     |

## База записа
Запис је у оквиру Викимедија пројекта "Запис - Свето дрво" заведен под редним бројем 0729.